# Grupo ABC
El Grupo ABC es un grupo empresarial brasileño del ámbito de la comunicación y la publicidad. Creado en 2002, su fundador fue Nizan Guanaes.

## Historia
En 1989, Guga Valente y Nizan Guanaes fundan DM9 en São Paulo, primera agencia de lo que sería después el Grupo ABC. Como socio inversor contaban ya con el Banco Icatu, luego Bradesco. Diez años más tarde, en 1997, DM9 ya estaba entre las 10 mayores agencias del país y se asocia con la compañía DDB de Omnicom Group, constituyendo la nueva empresa DM9DDB.
En 2002 se funda el Grupo ABC por Nizan Guanaes y João Augusto Valiente, con el Grupo Icatu como socio inversor. También fundan ese año la Agência Africa, compañía especializada en publicidad. Al año siguiente, en 2003, MPM pasa a formar parte del Grupo. En 2005 se crea Tudo, la primera startup del conglomerado. En 2006 es el turno de Loducca, que pasa a ser parte del grupo. En 2007 se unen al grupo Sunset, NewStyle e Interbrand. En 2010 se crea Rocker y se funden MPM con Loducca. Al año siguiente, 2011, Morya pasa a formar parte del grupo.
En 2012, para conmemorar los 10 años de la empresa, se ideó el Hotel ABC. Durante unos meses, coincidiendo con el festival de Cannes de 2012, se alquiló y diseñó un hotel en la ciudad francesa para presentar sus agencias y profesionales, y también para reunir invitados de todo el mundo.

## Empresas del Grupo
- Agência Africa
- CDN
- DM9DDB
- Interbrand
- Loducca
- Morya
- NewStyle
- Rocker
- TracyLocke
- Track
- Tribal Worldwide
- Tudo
- Sunset